# Trofeu del Futur
El Trofeu del Futur (en francès, Trophée de l'Avenir), organitzat pel Trofeu taurí, premia el millor rasetaire de la tercera categoria de la temporada taurina de la Camarga. Aquesta categoria es va crear per a premiar els rasetaires joves. El trofeu va ser creat el 1952 per Georges Thiel, Marius Gardiol i Paul Laurent. El trofeu tal com es coneix actualment es va crear el 1972.

## Guanyadors
- 1971 : Gérard Barbeyrac
- 1972 : Albert Rado
- 1973 : Georges Rado
- 1974 : Louis Rachet
- 1975 : Gérard Muscat
- 1976 : Habib Baba
- 1977 : Mario Volpellière
- 1978 : Mario Volpellière
- 1979 : Thierry Ferrand
- 1980 : Robert Archet
- 1981 : Philippe Cartalade
- 1982 : Daniel Martinez
- 1983 : Luc Jeanjean
- 1984 : Gilbert Mata
- 1985 : Nicolas Triol
- 1986 : Bruno Boissier
- 1987 : Thierry Dengerma
- 1988 : Thierry Dengerma
- 1989 : Stéphane Rouveyrolles
- 1990 : Thierry Félix
- 1991 : Laurent Guérin
- 1992 : Houari Kherfouche
- 1993 : Houari Kherfouche
- 1994 : Gérald Rado
- 1995 : Éric Cuallado
- 1996 : Frédéric Guichard
- 1997 : Luis Miguel Garcia
- 1998 : Yves Guillaumenc
- 1999 : Sabri Allouani
- 2000 : Mickaël Matray
- 2001 : Alexandre Gleize
- 2002 : Sidi Mebarek
- 2003 : David Sabatier
- 2004 : Benjamin Villard
- 2005 : Loïc Auzolle
- 2006 : Victor Jourdan
- 2007 : Christophe Clarion
- 2008 : Julien Rey
- 2009 : Kévin Cartalade
- 2010 : David Maurel
- 2011 : Boris Sanchis
- 2012 : Lucas Faure
- 2013 ; Zakaria Katif
- 2014 : Youssef Zekraoui
- 2015 : Jérémy Ciacchini
- 2016 : Vincent Marignan
- 2017 : Vincent Félix
- 2018 : Loïc Ameraoui

### Toros
Els toros que han guanyat el títol de Biou de l'Avenir (Toro del Futur) des de la creació del trofeu són:
- 1962 - Lebrau (Lafont)
- 1963 - Bourdon (Blatière)
- 1964 - Niçois (Cambi)
- 1965 - Vallespir (Blatière)
- 1966 - Bohémien (Blatière)
- 1967 - Babieco (Lousteau-Vedel)
- 1968 - Zébulon (Pastré)
- 1969 - Loupiot (Laurent)
- 1970 - Huguenot (Blatière)
- 1971 - Nîmois (Chauvet)
- 1972 - Montfrinois (Ribaud)
- 1973 - Brantôme (Lafont)
- 1974 - Saint-Rémois (Chauvet)
- 1975 - Vidourle (Fanfonne Guillierme)
- 1976 - Mérovée (Espelly)
- 1977 - Barjolais (Fabre-Mailhan)
- 1978 - Paco (Cuillé)
- 1979 - Rousset (Cuillé)
- 1980 - Signaou (Laurent) i Mauguiolen (Lafont)
- 1981 - Lou Maï (Fanfonne Guillierme)
- 1982 - Palunen (Chauvet)
- 1983 - Le Fri (Cuillé)
- 1984 - Furet (Lafont)
- 1985 - Pirate (Blatière)
- 1986 - Papayou (Fabre-Mailhan)
- 1987 - Arlaten (Fabre-Mailhan)
- 1988 - Nomade (Ribaud)
- 1989 - Galant (Margé)
- 1990 - Clan-Clan (Les Paluns)
- 1991 - Roméo (Blatière)
- 1992 - Beluguet (Lafont)
- 1993 - Aramis (Margé)
- 1994 - Sargahon (Lafont)
- 1995 - Dalton (Joncas)
- 1996 - Loriot (Joncas)
- 1997 - Pistolet (Etang de l'Or)
- 1998 - Romain (Saumade)
- 1999 - Scamandre (Boch & Jean)
- 2000 - Intrépide (Saint-Gabriel)
- 2001 - Camarina (Chauvet)
- 2002 - Louxor (Janin)
- 2003 - Fournelet (Blanc)
- 2004 - Jupiter (Fabre-Mailhan)
- 2005 - Jeannot (Grand Salan)
- 2006 - Yvan (Lou Pantaï)
- 2007 - Rodin (Les Baumelles)
- 2008 - Coyote (Caillan)
- 2009 - Garlan (Les Baumelles)
- 2010 - Mignon (Cuillé)
- 2011 - Ratis (Raynaud)
- 2012 - Icare (Paulin)
- 2013 - Banaru (Le Rhône)
- 2014 - Ubaye (Paulin)
- 2015 - Cupidon (Paulin)
- 2016 - Marengo (Vellas)
- 2017 - Pino (Les Baumelles)
- 2018 - Timoko (Lautier)